# Epiaeschna
Epiaeschna is een geslacht van libellen (Odonata) uit de familie van de glazenmakers (Aeshnidae).

## Soorten
Epiaeschna omvat 1 soort:
- Epiaeschna heros (Fabricius, 1798)